# Fiebre Maldini
Fiebre Maldini va ser un programa de televisió dedicat al futbol nacional i internacional, dirigit pel periodista espanyol Julio Maldonado "Maldini". Va ser un espai en el qual es repassava el present i el passat del futbol internacional i l'actualitat de les millors lligues esquitxada de reportatges sobre algunes de les llegendes de sempre de la pilota.
Va començar les seves emissions el setembre de 2006 a Canal+ (Espanya). L'any 2015 va passar a treballar amb Movistar+ (una fusió de Canal + i Movistar) i les emissions del seu programa van passar a fer-se al canal #0, seguint amb el mateix format i conservant també la seva línia reeixida.